# 武汉五环体育中心
武汉五环体育中心，旧称东西湖体育中心，位于中国湖北省武汉市东西湖区，是为第七届世界军人运动会而新建的体育场馆之一，2019年起开始作为武汉卓尔足球俱乐部的主场。

## 场馆概况
五环体育中心总建筑面积约14.4万平方米，主体部分由“一场两馆”（体育场、体育馆和游泳馆）构成，其中体育场设观众席位30000座，体育馆设观众席位7559座，游泳馆设观众席位1090座。体育中心整体呈飘带形，整个屋盖造型如展开双翅凌空腾飞的凤凰。“一场两馆”采用“中轴对称、一核两点”的“品”字形布局，展现“拔地而起、迎风欲飞”之势，并配套建设户外体育公园。场馆的钢结构采用根据自行车车轮研发出的车幅式索承网格结构，为中国大陆体育场馆之首例。据负责该项目结构的负责人王红军介绍，“同等规模体育场中，这种结构钢材用量最少，绿色环保省材，轻盈的索结构美观大气，不会让人走进场馆有笨重的感觉”。
五环体育中心体育场主体工程于2017年11月完工，次年3月1日正式投入使用，首场比赛为2019年3月1日进行的2019年中超联赛首轮武汉卓尔对阵北京中赫国安的比赛（赛前举行了本届中超联赛开幕式）。

## 主要活动

### 体育赛事
五环体育中心是为第七届军运会而新建的体育场馆。军运会期间，五环体育中心将承担足球、乒乓球和游泳（水上救生）赛事。
另外，2019赛季起，五环体育中心也取代了中南财经政法大学体育场，作为武汉卓尔足球俱乐部的主场。

### 全民健身
按照规划，军运会后，所有比赛场馆将对市民开放，建成集体育比赛、全民健身、文化会展、休闲娱乐为一体的城市体育建筑综合体和群众健身活动中心，成为市民健身娱乐公共空间。

### 文娱演出
| 日期              | 演出者   | 演出名称                       | 场数 |
| ----------------- | -------- | ------------------------------ | ---- |
| 2023年6月22-25日  | 五月天   | 好好好想见到你演唱会           | 4    |
| 2023年8月5日      | 蔡依林   | Ugly Beauty世界巡回演唱会      | 1    |
| 2023年9月9日      | 张韶涵   | 寓言世界巡回演唱会             | 1    |
| 2023年9月22日     | 西城男孩 | 「四海逐梦」中国巡回演唱会     | 1    |
| 2023年10月28日    | 杨千嬅   | MY TREE OF LIVE世界巡回演唱会  | 1    |
| 2023年11月25-26日 | 林俊杰   | JJ20世界巡迴演唱會             | 2    |
| 2024年3月2-3日    | 陶喆     | Soul Power II 世界巡迴演唱會   | 2    |
| 2024年3月9日      | 安溥     | 時寐巡迴演唱會                 | 1    |
| 2024年6月23日     | 汪苏泷   | 「十万伏特」巡回演唱会         | 1    |
| 2024年7月12-14日  | 张杰     | 未·LIVE - 开往1982巡回演唱会   | 3    |
| 2025年4月5日      | 林憶蓮   | 迴響 Resonance 2025 巡迴演唱會 | 1    |

## 事件

### 草皮质量低劣导致中超比赛延期
五环体育中心建设之时，项目负责人曾表示体育场采用了“天然草加人工草”的混合草，在保证一年四季都有青草的同时又能增加草坪整体的韧性和耐久性。但在2019赛季中超第4轮武汉卓尔迎战河南建业比赛前一天（4月5日），客队球员来到球场踩场，发现“草皮质量很差”，甚至有大片草皮干枯的现象，并以此为由一度要求中国足协直接判定主队0-3告负。随后网上又有人爆出负责草皮维护的运营商疏于管理导致草皮质量低劣，甚至疑似用绿油漆掩盖枯黄草皮。经中国足协协调，该场次比赛延期进行。

## 外部鏈接
- 武汉五环体育中心的新浪微博